# Parachutes
Parachutes je název debutového alba anglické hudební skupiny Coldplay, které bylo vydáno 10. července 2000 ve Velké Británii. Objevily se na něm hity jako "Shiver", "Yellow" a "Trouble".
Album mělo kritický i komerční úspěch. Rychle se dostalo na první příčku ve Velké Británii a od té doby je už 7x platinové (tzn. přes 7 000 000 prodejů). Ve Spojených státech se dostalo na 51. příčku v Billboard 200 a od té doby je 2x platinové. V roce 2002 získalo Cenu Grammy v kategorii Nejlepší alternativní album. Je 12. na žebříčku 20 nejprodávanějších alb ve Velké Británii ve 21. století.
V roce 2001 vyhrálo album BRIT Awards v kategorii Best British Album.

## Seznam skladeb
1. Don't Panic – 2:17
2. Shiver – 4:59
3. Spies – 5:18
4. Sparks – 3:47
5. Yellow – 4:29
6. Trouble – 4:30
7. Parachutes – 0:46
8. High Speed – 4:14
9. We Never Change – 4:09
10. Everything's Not Lost – 7:15
  1. Life Is for Living (skrytá stopa, začíná v 5:39)